# Green Bay Packers 1949
La stagione 1949 dei Green Bay Packers è stata la 29ª della franchigia nella National Football League. La squadra, allenata da Curly Lambeau, ebbe un record di 2-10, terminando quinta nella NFL Western division. Fu la 31ª e ultima stagione dei Packers con Lambeau, che si dimise e passò ad allenare i Chicago Cardinals nel 1950 e 1951 e i Washington Redskins nel 1952 e 1953.
La stagione 1949 anche l'ultima con le maglie color blu e oro: l'anno successivo i Packers passarono al verde e giallo sotto la direzione del nuovo capo-allenatore Gene Ronzani, un laureato dalla Marquette University.

## Roster
| Roster dei Green Bay Packers nel 1949 |
| --- |
| Quarterback - Stan Heath - Jack Jacobs Running Back - Tony Canadeo - Bob Cifers - Ralph Earhart - Bob Forte - Ted Fritsch - Jack Kirby - Walt Schlinkman - Ed Smith Wide Receiver - Ted Cook - Larry Craig - Clyde Goodnight - Bill Kelley - Nolan Luhn - Steve Pritko Tight End {{{te}}} Offensive Linemen - Ed Bell - Roger Eason - Joe Ethridge - Bob Flowers - Roger Harding - Glenn Johnson - Urban Odson - Larry Olsonoski - Jay Rhodemyre - Damon Tassos - Evan Vogds - Dick Wildung Defensive Linemen - Lou Ferry - Paul Lipscomb - Ed Neal - Ralph Olsen - Dan Orlich - Don Wells Linebacker - Buddy Burris - Bob Summerhays Defensive Back - Ken Kranz Special Team - Earl Girard |
| Legenda - I rookie sono in corsivo. - Il primo ruolo è il principale mentre gli eventuali successivi indicano i ruoli secondari. - (IR) sta per Injured Reserve ed indica la lista ristretta per un solo giocatore infortunato che può tornare ad allenarsi dopo la settimana 6 e a rientrare in prima squadra dopo che questa ha giocato 8 partite. - (NF-Inj.) / (NF-Ill.) stanno rispettivamente per Non-Football Injured e Non-Football Illness ed indicano le liste dove viene inserito un giocatore che ha un infortunio o una malattia non dipendente dal football americano. - (PUP) sta per Physically Unable to Perform ed indica la lista dove viene inserito un giocatore mentre è in attesa di recuperare la condizione fisica. Nella stagione regolare dopo la sesta partita giocata dalla propria squadra, il giocatore ha tempo tre settimane per riprendere ad allenarsi, più tre settimane aggiuntive dal suo rientro agli allenamenti per rientrare in prima squadra. |

## Calendario
| Stagione regolare |              |                        |           |        |
| Turno             | Data         | Avversario             | Risultato | Record |
| 1                 | 25 settembre | Chicago Bears          | S 0–17    | 0–1    |
| 2                 | 2 ottobre    | Los Angeles Rams       | S 7–48    | 0–2    |
| 3                 | 7 ottobre    | at New York Bulldogs   | V 19–0    | 1–2    |
| 4                 | 16 ottobre   | Chicago Cardinals      | S 14–39   | 1–3    |
| 5                 | 23 ottobre   | at Los Angeles Rams    | S 7–35    | 1–4    |
| 6                 | 30 ottobre   | Detroit Lions          | V 16–14   | 2–4    |
| 7                 | 6 novembre   | at Chicago Bears       | S 3–24    | 2–5    |
| 8                 | 13 novembre  | New York Giants        | S 10–30   | 2–6    |
| 9                 | 20 novembre  | Pittsburgh Steelers    | S 7–30    | 2–7    |
| 10                | 27 novembre  | at Chicago Cardinals   | S 21–41   | 2–8    |
| 11                | 4 dicembre   | at Washington Redskins | S 0–30    | 2–9    |
| 12                | 11 dicembre  | at Detroit Lions       | S 7–21    | 2–10   |

## Classifiche
| NFL Western Division |   |    |   |      |       |     |     |     |
|                      | V | S  | P | %    | DIV   | PF  | PS  | STR |
| Los Angeles Rams     | 8 | 2  | 2 | .800 | 6–1–1 | 360 | 239 | V1  |
| Chicago Bears        | 9 | 3  | 0 | .750 | 6–2   | 332 | 218 | V6  |
| Chicago Cardinals    | 6 | 5  | 1 | .545 | 4–3–1 | 360 | 301 | S1  |
| Detroit Lions        | 4 | 8  | 0 | .333 | 2–6   | 237 | 259 | V2  |
| Green Bay Packers    | 2 | 10 | 0 | .167 | 1–7   | 114 | 329 | S6  |

Nota:  i pareggi non venivano conteggiati ai fini della classifica fino al 1972.